# Mads True
Mads True (født 17. april 1972) er en dansk ishockeyspiller (midtbane), der siden 2002 har spillet for Odense Bulldogs. Tidligere spillede han for Rungsted Cobras.
Han debuterede i 1992 og har været med til at vinde to B-verdensmesterskaber; afholdt i Danmark i 1999 og i Ungarn i 2002. Det gav for første gang i ishockeyhistorien gav adgang til A-gruppen for et dansk landshold. Mads True har været med ved tre A-VM i Finland, Tjekkiet og Østrig.
Mads Trues storebror Søren er ligeledes tidligere ishockeyspiller der bl.a. deltog ved VM for Danmark otte gange.
Den 30. november 2010 rundede han 500 kampe for Odense Bulldogs